# Den portugisiske synagoge i Amsterdam
Den portugisiske synagoge i Amsterdam, også kaldet Esnoga, ligger i gaden Visserplein, i nærheden af det historiske centrum i Amsterdam, lige ved siden af Det jødiske historiske museum i Amsterdam. Ejendommen er opført i 1600-tallet under den Nederlandske guldalder for det sefardiske trossamfund Talmud Tora (Det portugisisk-israelitiske trossamfund i Amsterdam). Efter 2. verdenskrig og Holocaust skrumpede menigheden ind til 700 medlemmer.
| Religion | Spire Denne religionsartikel er en spire som bør udbygges. Du er velkommen til at hjælpe Wikipedia ved at udvide den. |

52°22′03″N 4°54′19″Ø / 52.3675°N 4.90528°Ø